# Ilhéus
Ilhéus és un municipi brasiler de l'estat de Bahia. És la ciutat més extensa del litoral de l'estat. És coneguda popularment amb el nom de "Princesinha de Sul" (princeseta del sud). Hom la considera la capital brasilera del cacau, ja que en va ser el primer productor mundial fins la dècada dels 1990, quan una plaga del fong escombra de bruixa en va afectar dr!sticament la producció. La seva economia es basa en l'agricultura, el turisme i les indústries.
L'escriptor Jorge Amado hi va passar bona part de la seva infància, i la ciutat va servir d'escenari per a novel·les com Gabriela, clau i canyella. L'aeroport de la ciutat va ser rebatejat el 2002 amb el nom de l'autor.

## Turisme
És el tercer lloc més turístic de l'Estat de Bahia. És la capital turística de la costa do cacau, està plena d'indrets turístics.
- Bar Vesúvio - Praça Dom Eduardo
- Bataclan - Av. 2 de Julho
- Casa de Cultura Jorge Amado - Quarteirão Jorge Amado (Circuito Cravo)
- Catedral de São Sebastião - Praça Dom Eduardo
- Cristo (imitació del Crist Redemptor de Rio de Janeiro)- Av. 2 de Julho
- Biblioteca Pública Municipal Adonias Filho - Av. Soares Lopes
- Capela de Senhora Santana - Povoado Rio do Engenho
- Igreja Matriz de São Jorge - Praça Rui Barbosa
- Convent i església Nossa Senhora da Piedade
- Museu Nossa Senhora da Piedade
- Lagoa Encantada - Povoado de Lagoa Encantada
- Oiteiro de São Sebastião
- Palacete Misael Tavares - Quarteirão Jorge Amado (Circuito Cravo)
- Palácio Episcopal - Alto Teresópolis
- Palácio Paranaguá - Praça J. J. Seabra
- Ponta da Tulha - Povoado de Ponta da Tulha
- Casario secular da Rua Antônio Lavigne de Lemos (Circuito Cravo)
- Teatro Municipal de Ilhéus - Quarteirão Jorge Amado (Circuito Cravo)

També destaquen la gran quantitat de platges.

## Imatges

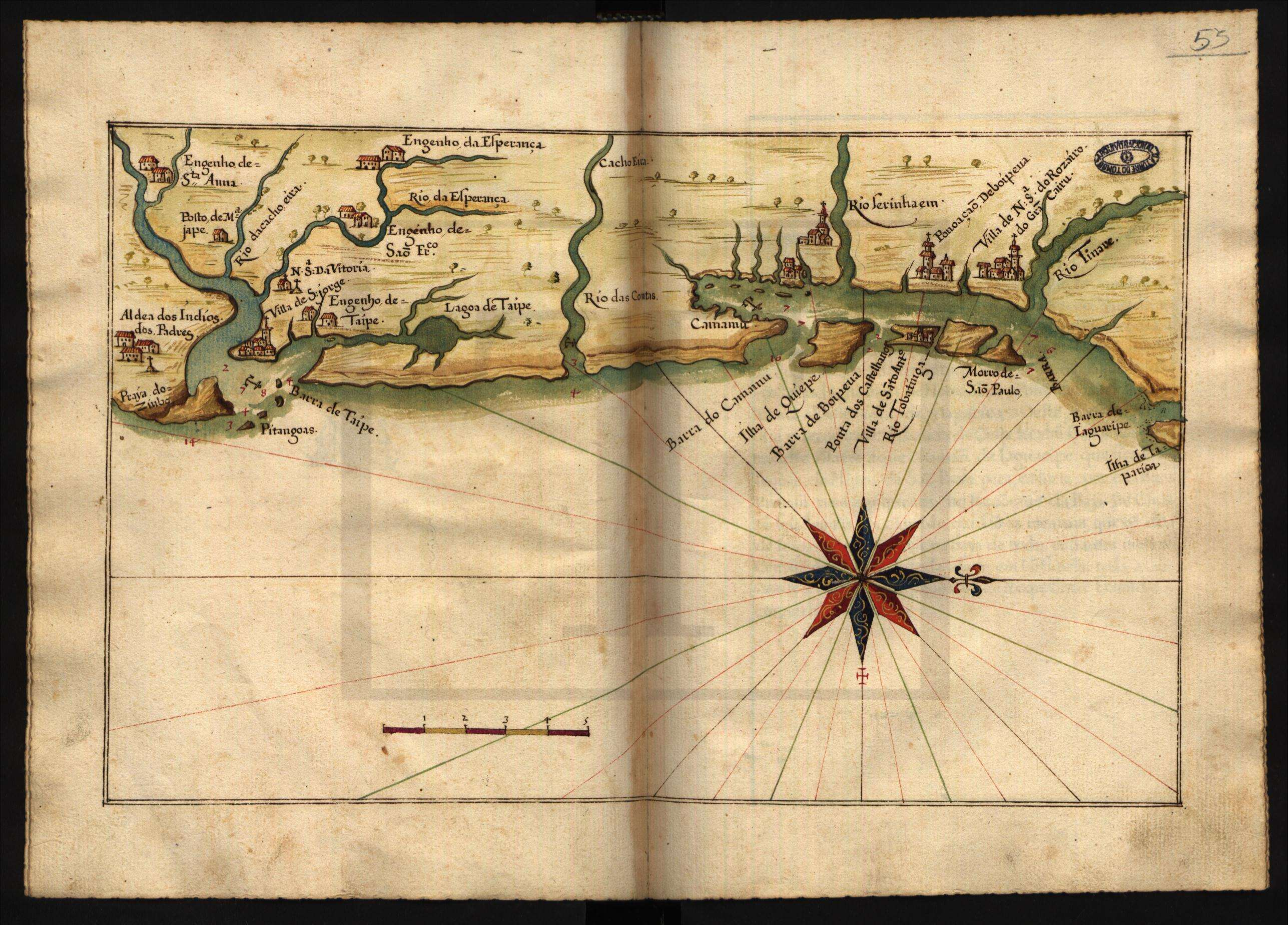
Mapa de la Capitania d'Ilhéus, 1640
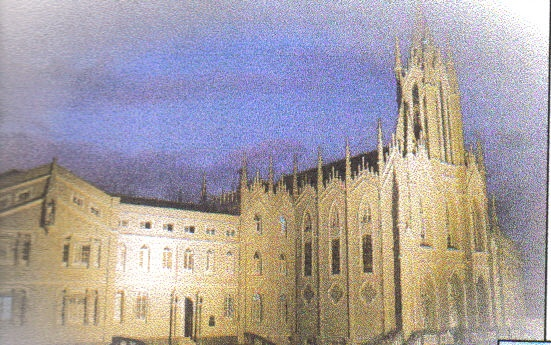
Conjunt arquitectònic de Piedade
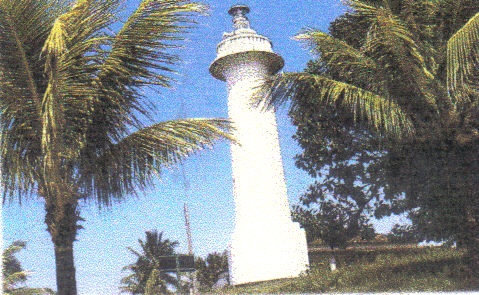
Farol del Morro de Pernambuco
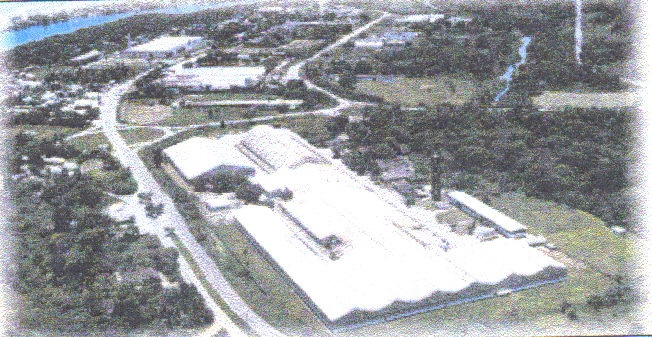
Districte Industrial d'Ilhéus
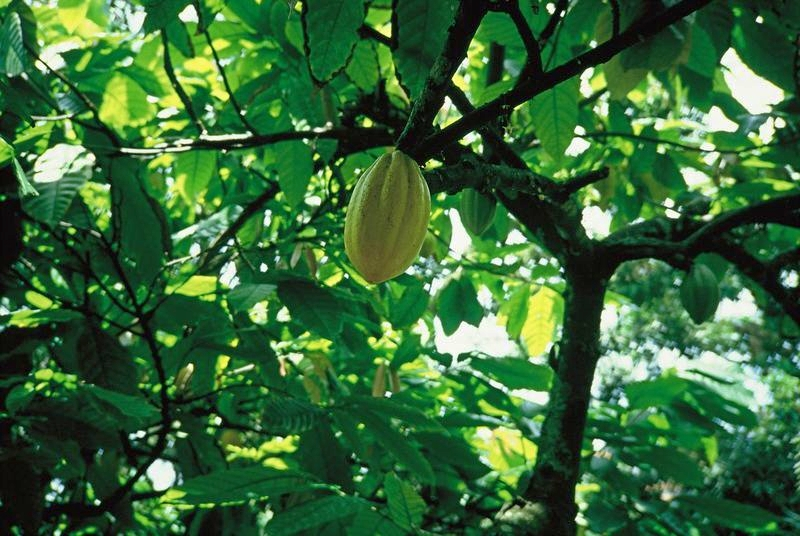
Arbre de cacau, a Ilhéus.
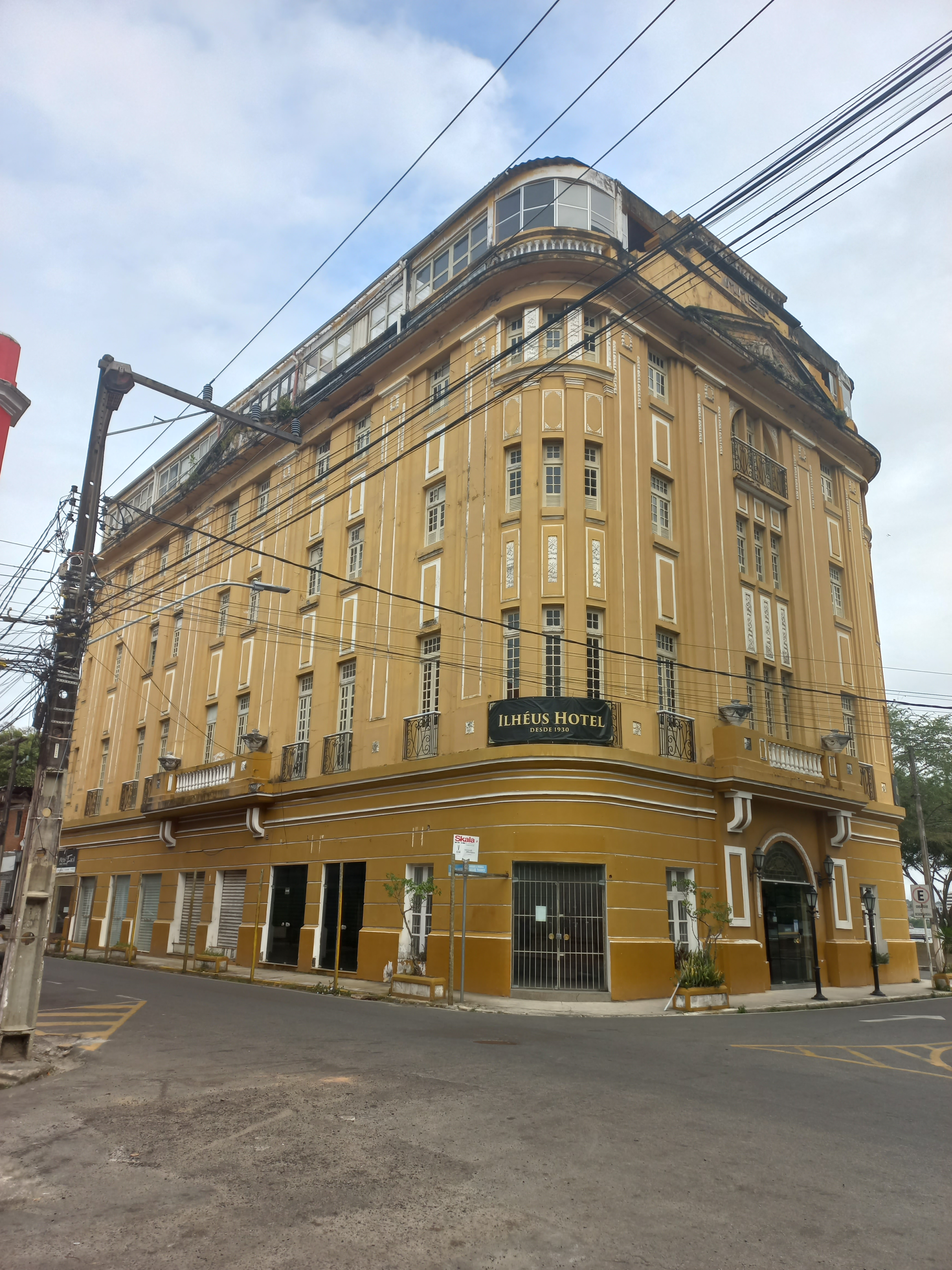
Ilhéos Hotel
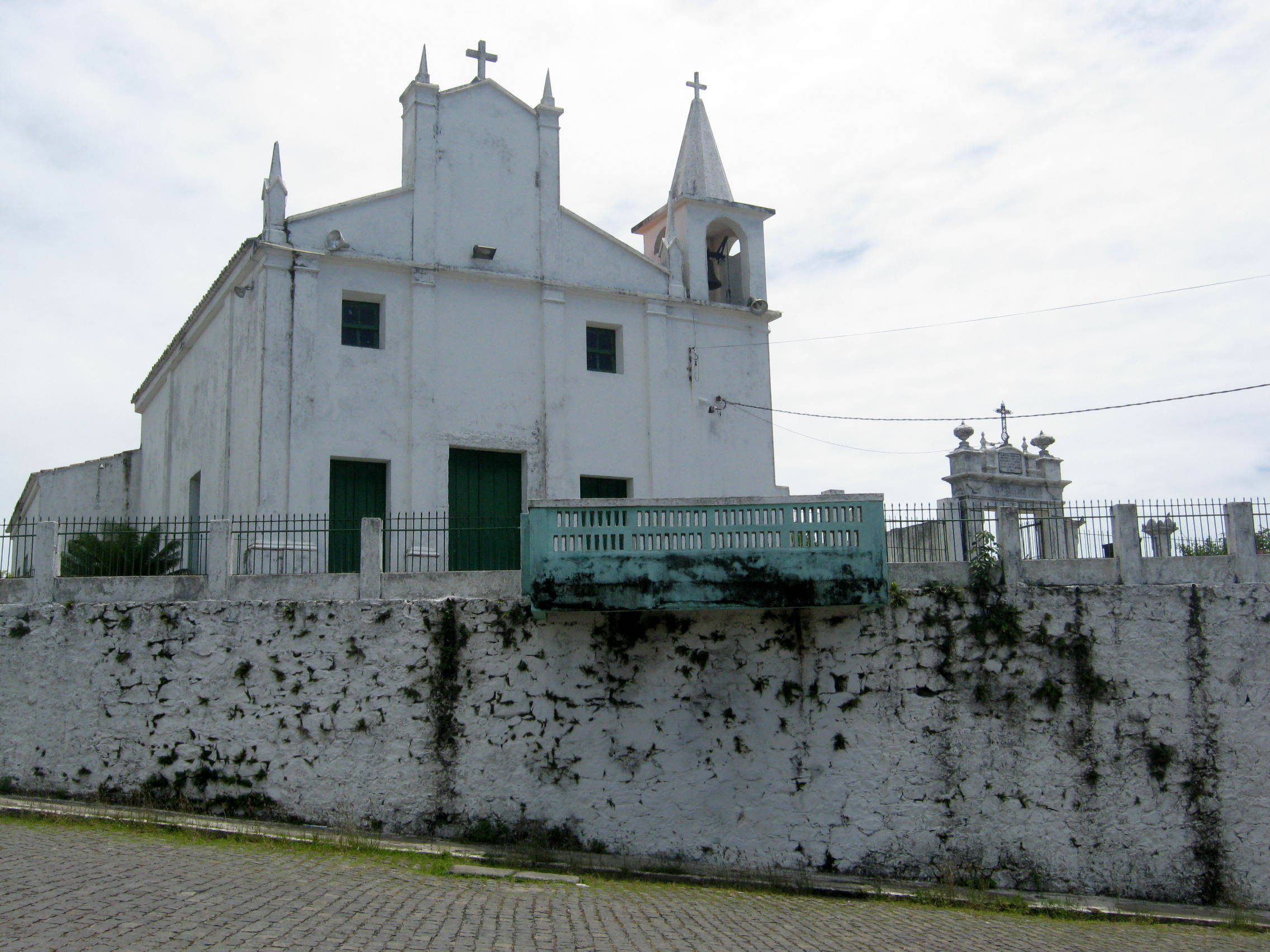
Església de Nossa Senhora da Vitória, antigament Nossa Senhora das Neves
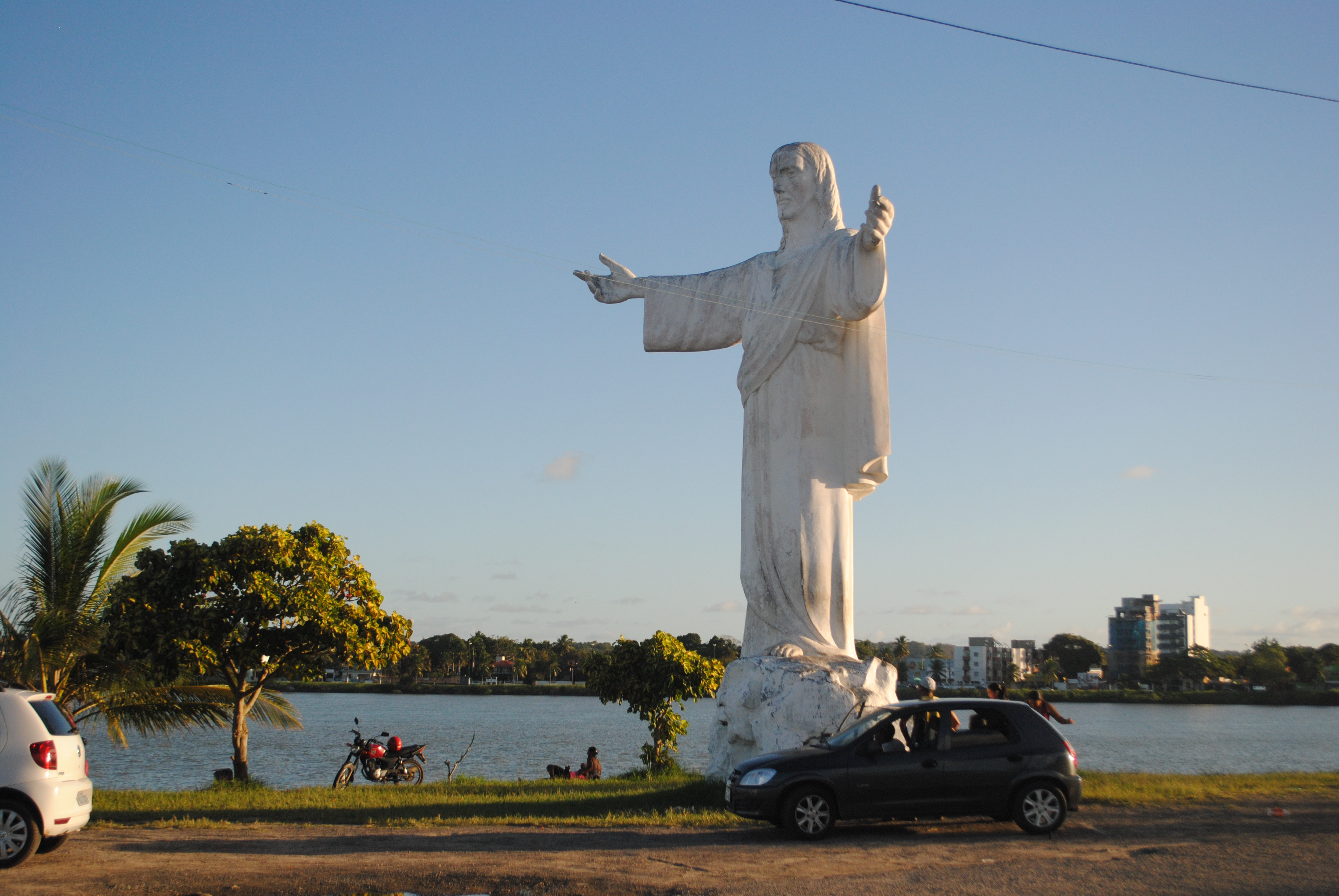
Cristo Redentor d'Ilhéus
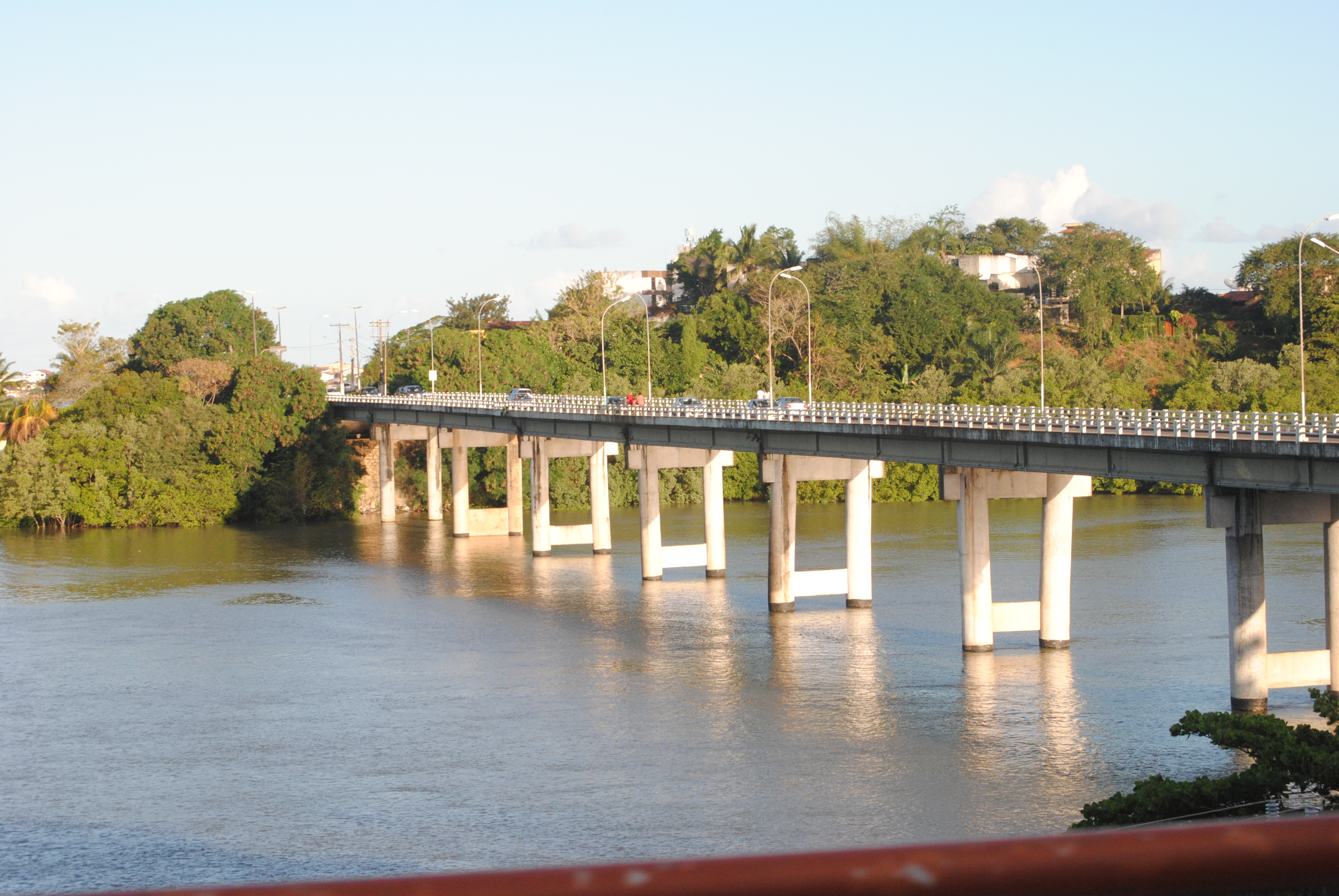
Pont Lomanto Júnior, que uneix el Centre i la Zona Sud
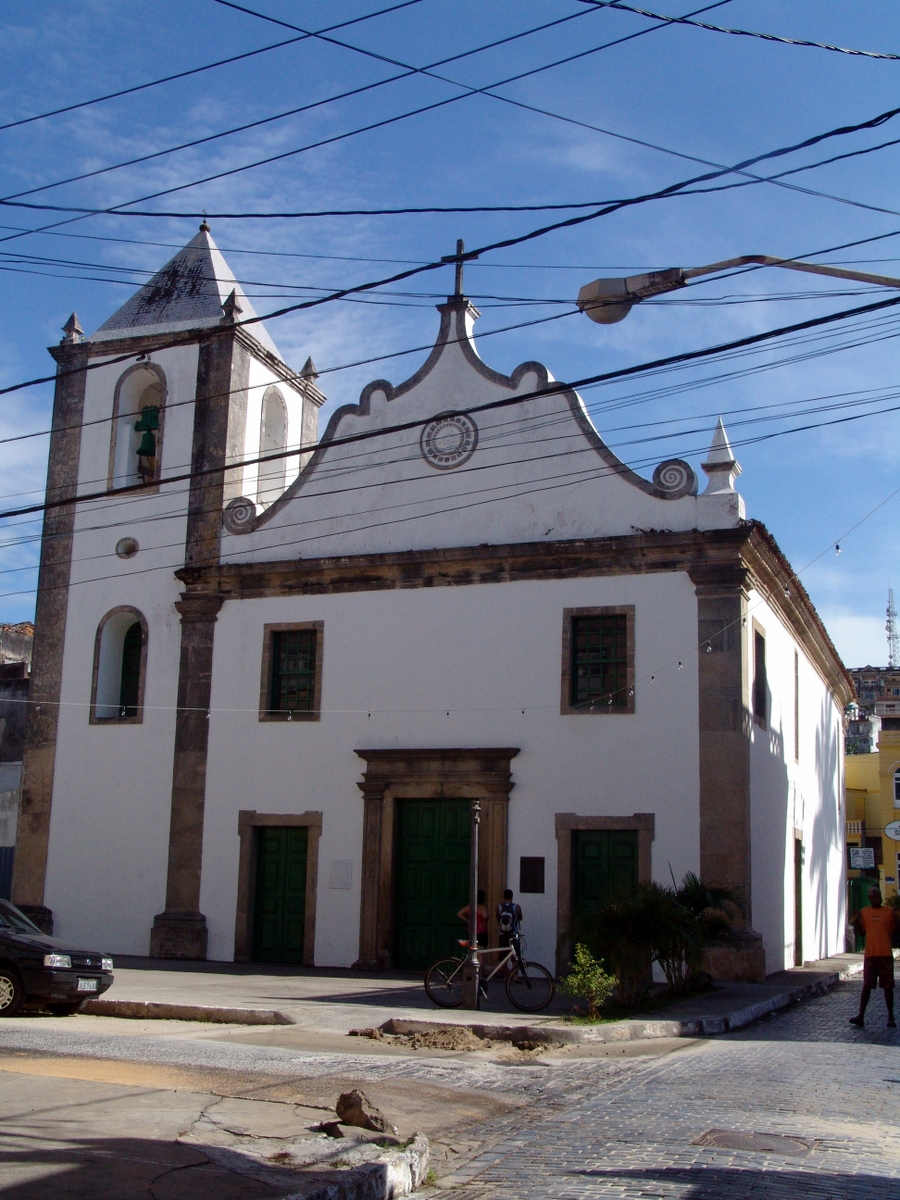
Igreja Matriz de São Jorge
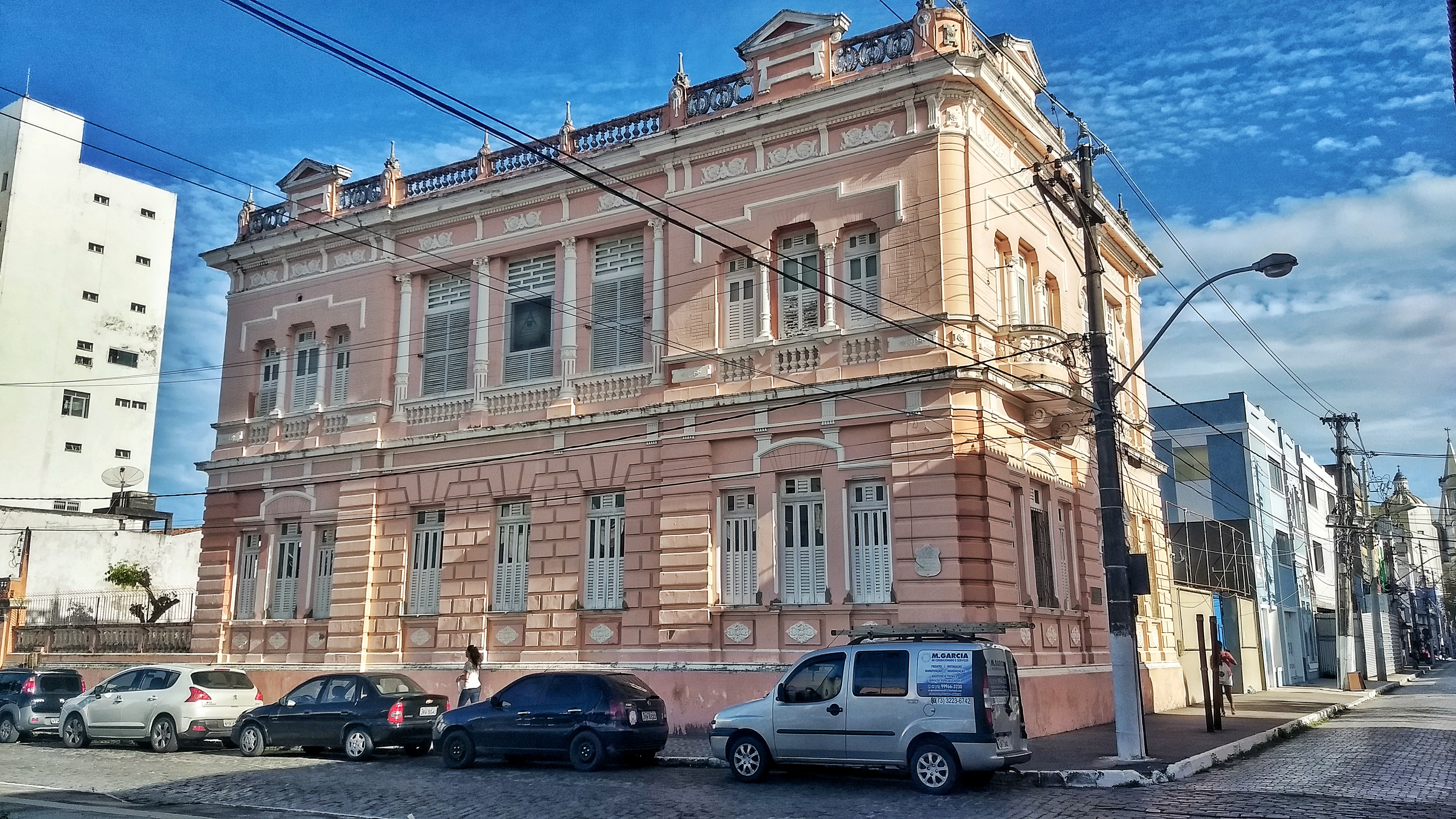
Palauet del "Coronel" Misael Tavares
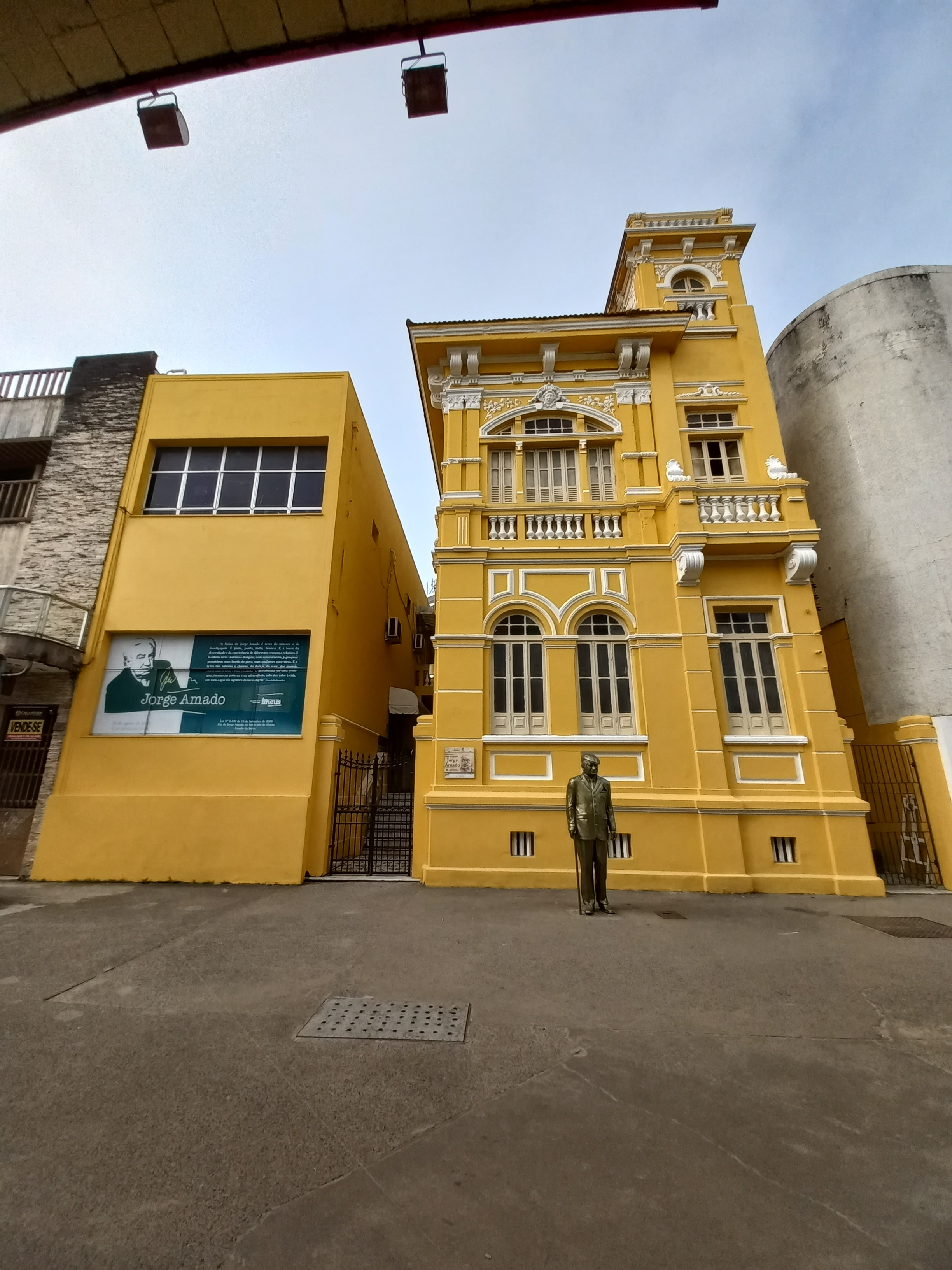
Casa de Jorge Amado